# Arenor vid olympiska vinterspelen 2018

Karta över olympiska arenaområden 2018.

Arenorna vid olympiska vinterspelen 2018 utgjordes av två olika anläggningsområden - Pyeongchangs bergskluster och Gangneungs kustområde. Huvuddelen av arenorna i bergsklustret tillhör vintersportorten Alpensia resort och anläggningarna i kustområdet ligger i staden Gangneung. Totalt användes 13 olika arenor under tävlingarna.

## Lista
| Område                    | Arena                       | Sporter/idrotter/evenemang    |
| ------------------------- | --------------------------- | ----------------------------- |
| Pyeongchangs bergskluster | Pyeongchangs Olympiastadion | Invigningsceremoni            |
| Pyeongchangs bergskluster | Pyeongchangs Olympiastadion | Avslutningsceremoni           |
| Pyeongchangs bergskluster | Alpensia backhoppningsarena | Backhoppning                  |
| Pyeongchangs bergskluster | Alpensia backhoppningsarena | Nordisk kombination           |
| Pyeongchangs bergskluster | Alpensia backhoppningsarena | Snowboard                     |
| Pyeongchangs bergskluster | Alpensia skidskyttearena    | Skidskytte                    |
| Pyeongchangs bergskluster | Alpensia isbanecenter       | Bob                           |
| Pyeongchangs bergskluster | Alpensia isbanecenter       | Rodel                         |
| Pyeongchangs bergskluster | Alpensia isbanecenter       | Skeleton                      |
| Pyeongchangs bergskluster | Alpensia längdåkningsarena  | Längdskidåkning               |
| Pyeongchangs bergskluster | Alpensia längdåkningsarena  | Nordisk kombination           |
| Pyeongchangs bergskluster | Yongpyong alpina center     | Alpin skidåkning              |
| Pyeongchangs bergskluster | Jeongseon alpina center     | Alpin skidåkning              |
| Pyeongchangs bergskluster | Bokwang Phoenix Park        | Freestyle                     |
| Pyeongchangs bergskluster | Bokwang Phoenix Park        | Snowboard                     |
| Gangneungs kustområde     | Gangneung hockeycenter      | Ishockey                      |
| Gangneungs kustområde     | Gangneung skridskocenter    | Hastighetsåkning på skridskor |
| Gangneungs kustområde     | Gangneung ishall            | Konståkning                   |
| Gangneungs kustområde     | Gangneung ishall            | Short track                   |
| Gangneungs kustområde     | Gangneung curlingcenter     | Curling                       |
| Gangneungs kustområde     | Kwandong hockeycenter       | Ishockey                      |